# Internationale Cricket-Saison 1981
Die internationale Cricket-Saison 1981 fand zwischen Mai 1981 und September 1981 statt. Als Sommersaison wurden vorwiegend Heimspiele der Mannschaften aus Europa ausgetragen.

## Überblick

### Internationale Touren
| Beginn       | Heimteam | Auswärtsteam | Resultate | Resultate | Artikel |
| Beginn       | Heimteam | Auswärtsteam | Test      | ODI       | Artikel |
| ------------ | -------- | ------------ | --------- | --------- | ------- |
| 4. Juni 1981 | England  | Australien   | 3–1 [5]   | 1–2 [3]   | Artikel |

## Nationale Meisterschaften
Aufgeführt sind die nationalen Meisterschaften der Full Member des ICC.
| Land    | First-Class                | List A              |
| ------- | -------------------------- | ------------------- |
| England | County Championship 1981   | NatWest Trophy 1981 |
|         | John Player League 1981    |                     |
|         | Benson and Hedges Cup 1981 |                     |